# سيمون كوكس (لاعب كرة قدم)
سيمون كوكس (بالإنجليزية: Simon Cox)‏ (24 مارس 1984 في المملكة المتحدة - ) هو لاعب كرة قدم بريطاني في مركز حراسة المرمى. شارك مع منتخب جمهورية أيرلندا تحت 19 سنة لكرة القدم. أما مع النوادي، فقد لعب مع أكسفورد يونايتد.

## وصلات خارجية
- سيمون كوكس على موقع Soccerbase.com (لاعب) (الإنجليزية)